# Jørgen Vagn Pedersen
Jørgen «Jorg» Vagn Pedersen, nacido el 8 de octubre de 1959 en Copenhague, es un exciclista danés. Destacó fundamentalmente como rodador. Entre 1989 y 1990, Lucho Herrera se lo llevó al Café de Colombia para que le ayudara en el llano junto con el también danés Jesper Worre.
Tras la retirada del ciclismo, Pedersen ha sido director técnico del CSC desde diciembre de 2006.

## Palmarés
| 1978 - 2.º en el Campeonato de Dinamarca Contrarreloj 1979 - 2.º en el Campeonato de Dinamarca Contrarreloj 1981 - Campeonato de Dinamarca en Ruta - 3.º en el Campeonato de Dinamarca Contrarreloj 1982 - 1 etapa de la Settimana Ciclistica Bergamasca - 3.º en el Campeonato de Dinamarca Contrarreloj - 1 etapa del Giro de las Regiones 1983 - Campeonato de Dinamarca Contrarreloj | 1984 - Campeonato de Dinamarca Contrarreloj - 3 etapas el Giro del Valle de Aosta 1985 - 1 etapa Tour de Francia - 1 etapa de la Vuelta a Aragón 1986 - 1 etapa París-Niza 1988 - Gran Premio de Amorebieta |

## Resultados en Grandes Vueltas y Campeonatos del Mundo
Durante su carrera deportiva consiguió los siguientes puestos en las Grandes Vueltas y en los Campeonatos del Mundo en carretera:
| Carrera         | 1984 | 1985 | 1986 | 1987 | 1988 | 1989 | 1990 |
| --------------- | ---- | ---- | ---- | ---- | ---- | ---- | ---- |
| Giro de Italia  | -    | -    | 44.º | -    | -    | Ab.  | -    |
| Tour de Francia | -    | 50.º | 77.º | 68.º | 26.º | -    | -    |
| Vuelta a España | -    | -    | -    | -    | 43.º | -    | 67.º |
| Mundial en Ruta | -    | 51.º | -    | -    | -    | -    | -    |

Exp: expulsado por la organización

-: no participa 

Ab.: abandono

## Equipos
- Carrera (1984-1987)
- BH (1988)
- Café de Colombia (1989-1990)